# Моррілл (Небраска)
Моррілл (англ. Morrill) — селище (англ. village) в США, в окрузі Скоттс-Блафф штату Небраска. Населення — 934 особи (2020).

## Географія
Моррілл розташований за координатами 41°57′50″ пн. ш. 103°55′28″ зх. д. / 41.96389° пн. ш. 103.92444° зх. д. (41.963836, -103.924441).  За даними Бюро перепису населення США в 2010 році селище мало площу 1,55 км², уся площа — суходіл.

## Демографія
Згідно з переписом 2010 року, у селищі мешкала 921 особа в 417 домогосподарствах у складі 262 родин. Густота населення становила 592 особи/км².  Було 446 помешкань (287/км²).
Расовий склад населення:
| - 93,3 % — білих - 1,3 % — корінних американців - 0,5 % — азіатів - 3,6 % — осіб інших рас |

До двох чи більше рас належало 1,3 %. Частка іспаномовних становила 10,1 % від усіх жителів.
За віковим діапазоном населення розподілялося таким чином: 21,0 % — особи молодші 18 років, 57,2 % — особи у віці 18—64 років, 21,8 % — особи у віці 65 років та старші. Медіана віку мешканця становила 44,1 року. На 100 осіб жіночої статі у селищі припадало 91,9 чоловіків;  на 100 жінок у віці від 18 років та старших — 94,1 чоловіків також старших 18 років.
Середній дохід на одне домашнє господарство  становив 51 427 доларів США (медіана — 42 750), а середній дохід на одну сім'ю — 70 159 доларів (медіана — 60 417). За межею бідності перебувало 11,8 % осіб, у тому числі 9,4 % дітей у віці до 18 років та 14,2 % осіб у віці 65 років та старших.
Цивільне працевлаштоване населення становило 512 особи. Основні галузі зайнятості: освіта, охорона здоров'я та соціальна допомога — 29,3 %, роздрібна торгівля — 21,7 %, транспорт — 11,5 %, публічна адміністрація — 9,6 %.